# 莫漢達火山
0°08′N 78°16′W / 0.13°N 78.27°W

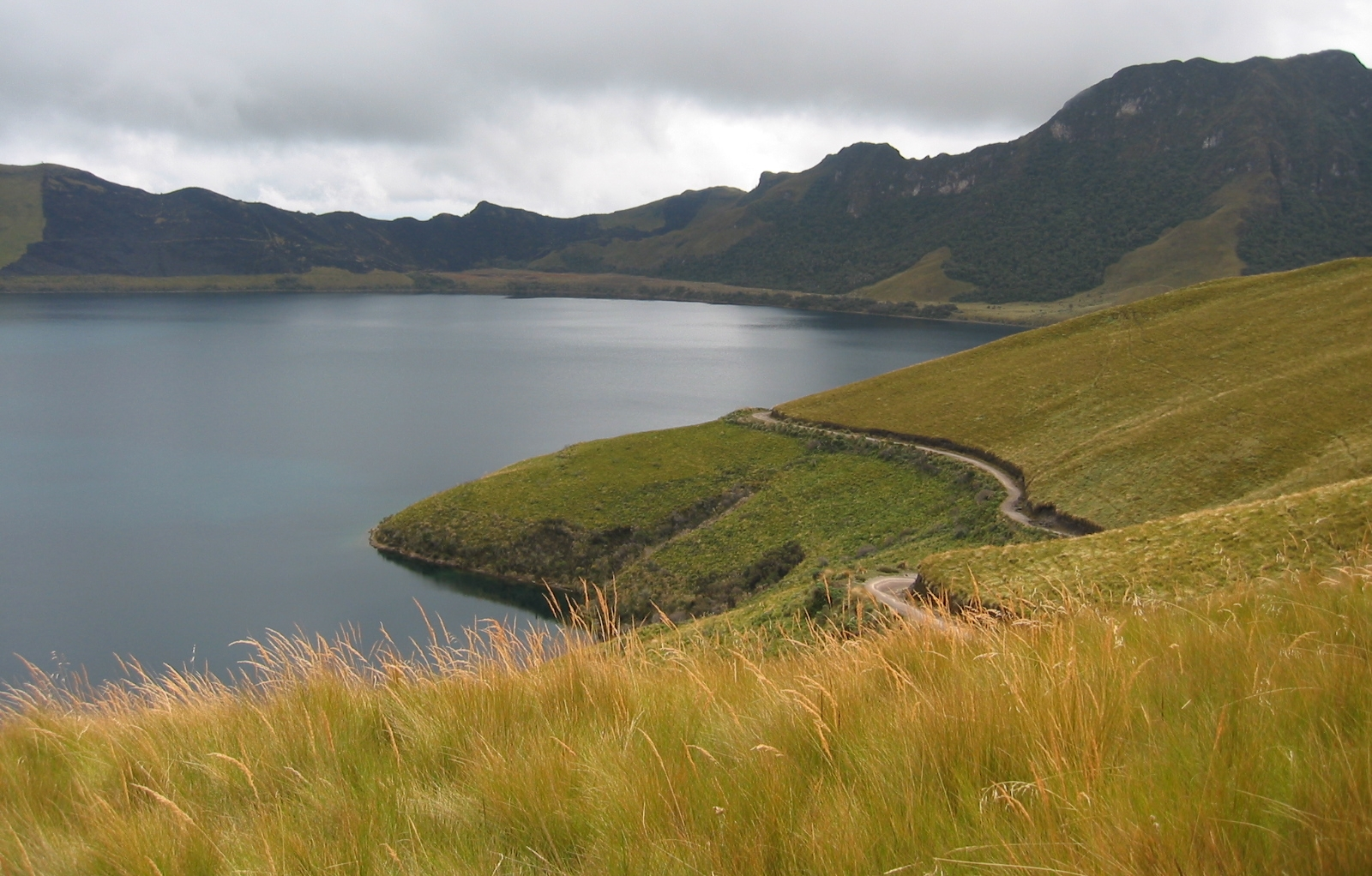

莫漢達火山是厄瓜多爾的火山，位於該國北部，屬於安第斯山脈的一部分，海拔高度4,263米，山體由流紋岩和英安岩組成，最近一次火山噴發在更新世中期發生。